# Rafoxanid
Rafoxanid (anglicky Rafoxanide) je antiparazitikum ze skupiny salicylanilidů, který má účinnost proti jaterním motolicím.
V Česku je dostupný v preparátech Rafendazol premix ad us. vet. a Rafendazol pulvis ad us. vet. od firmy Biopharm. Tyto přípravky obsahují kromě rafoxanidu ještě také účinnou látku mebendazol a jsou určeny k terapii spárkaté zvěře. Přípravek Rafendazol je vhodný zejména proti jaterním motolicím, plicním červům a červům trávicího ústrojí. Je účinný rovněž proti střečkům. Ve vyspělých státech se již od používání rafoxanidu upustilo, zejména z důvodů nízké účinnosti proti juvenilním stádiím motolic.